# Mieczków (województwo dolnośląskie)
Mieczków (niem. Metschkau) – wieś w Polsce położona w województwie dolnośląskim, w powiecie średzkim, w gminie Kostomłoty.
W latach 1975–1998 miejscowość administracyjnie należała do województwa wrocławskiego.

## Zabytki
Do wojewódzkiego rejestru zabytków wpisane są:
- kościół pw. św. Andrzeja Boboli, późnogotycki, zbudowany pod koniec XV w. i przebudowany w drugiej połowie XVII w. Z wyposażenia gotyckiego zachowały się dwa kamienne portale i sakramentarium[6]. Budowla jednonawowa, orientowana, z kwadratowym prezbiterium o sklepieniu krzyżowym i wieżą od strony zachodniej. Kościół filialny parafii św. Szymona i św. Judy Tadeusza w Gościsławiu[7];

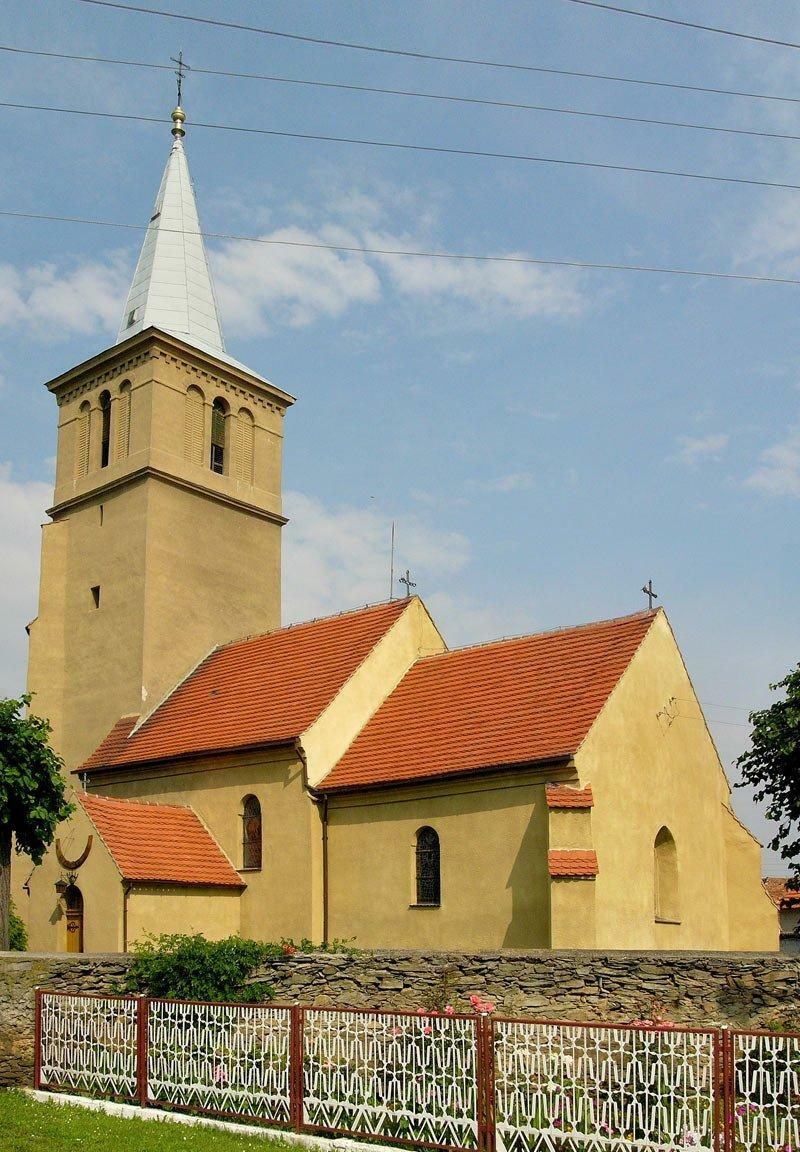

- kościół ewangelicki z końca XIX w.

inne zabytki:

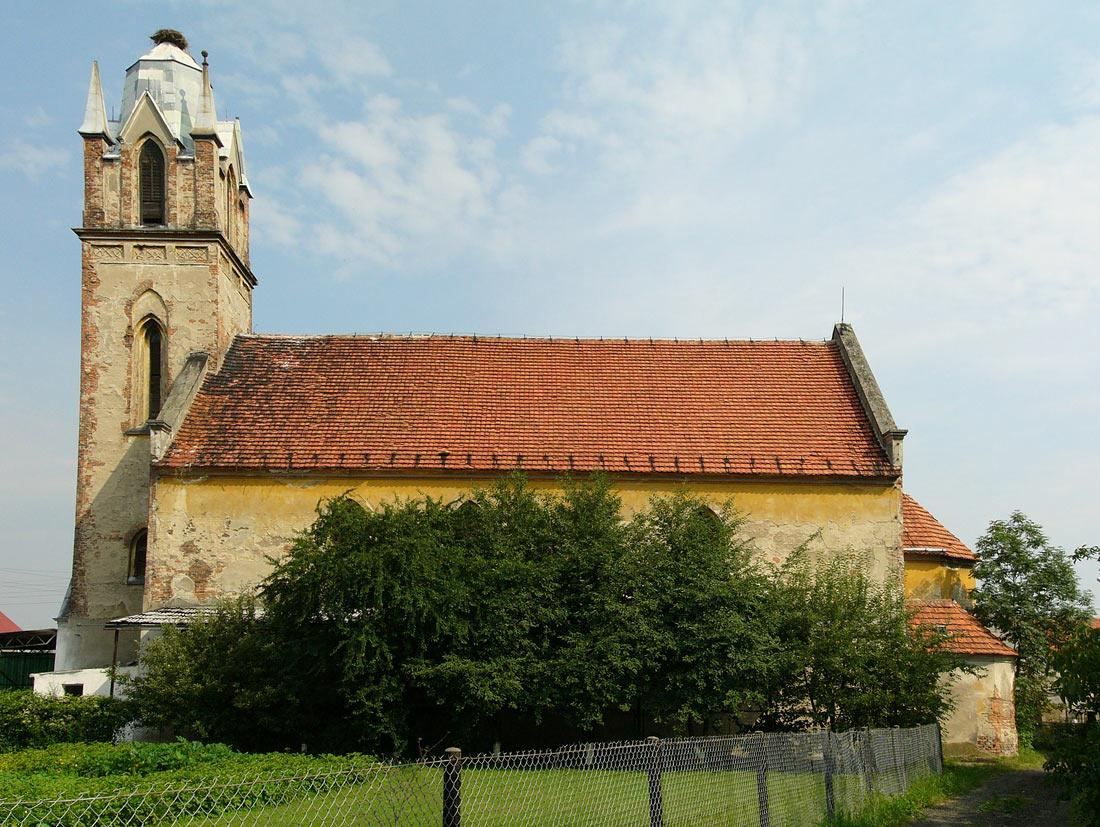
Dawny kościół ewangelicki w Mieczkowie

- poniemiecki posąg znajdujący się w środku Mieczkowa, który przez wiele lat był rozdzielony na dwie części, walec (który jest aktualnie górną częścią obelisku) oraz sześcian (obecna podstawa posągu). Przez lata części te leżące osobno w zapomnieniu służyły tamtejszym dzieciom do zabawy. Posąg jest trudno dostrzegalny zwłaszcza latem ponieważ jest umieszczony pomiędzy dwoma rozłożystymi dębami.